# جائزة الصين الكبرى 2004
جائزة الصين الكبرى 2004 (بالإنجليزية: 2004 Chinese Grand Prix)‏ هو سباق فورمولا 1 أقيم بتاريخ 26 سبتمبر 2004 في حلبة شانغهاي الدولية، الصين. كان السادس عشر من أصل 18 في بطولة العالم لسباقات الفورمولا واحد موسم 2004. حلّ البرازيلي روبنز باركيلو أولا بينما جاء البريطاني جنسن باتون في المركز الثاني وحصل على المركز الثالث الفنلندي كيمي رايكونن.